# Mengyin
Der Kreis Mengyin (chinesisch 蒙阴县, Pinyin Méngyīn Xiàn) ist ein Kreis in der ostchinesischen Provinz Shandong. Er gehört zum Verwaltungsgebiet der bezirksfreien Stadt Linyi. Mengyin hat eine Fläche von 1.601,6 km² und zählt 489.537 Einwohner (Stand: Zensus 2010). Sein Hauptort ist die Großgemeinde Mengyin (蒙阴镇).

## Administrative Gliederung
Auf Gemeindeebene setzt sich der Kreis aus neun Großgemeinden und zwei Gemeinden zusammen. 